# Terratzo

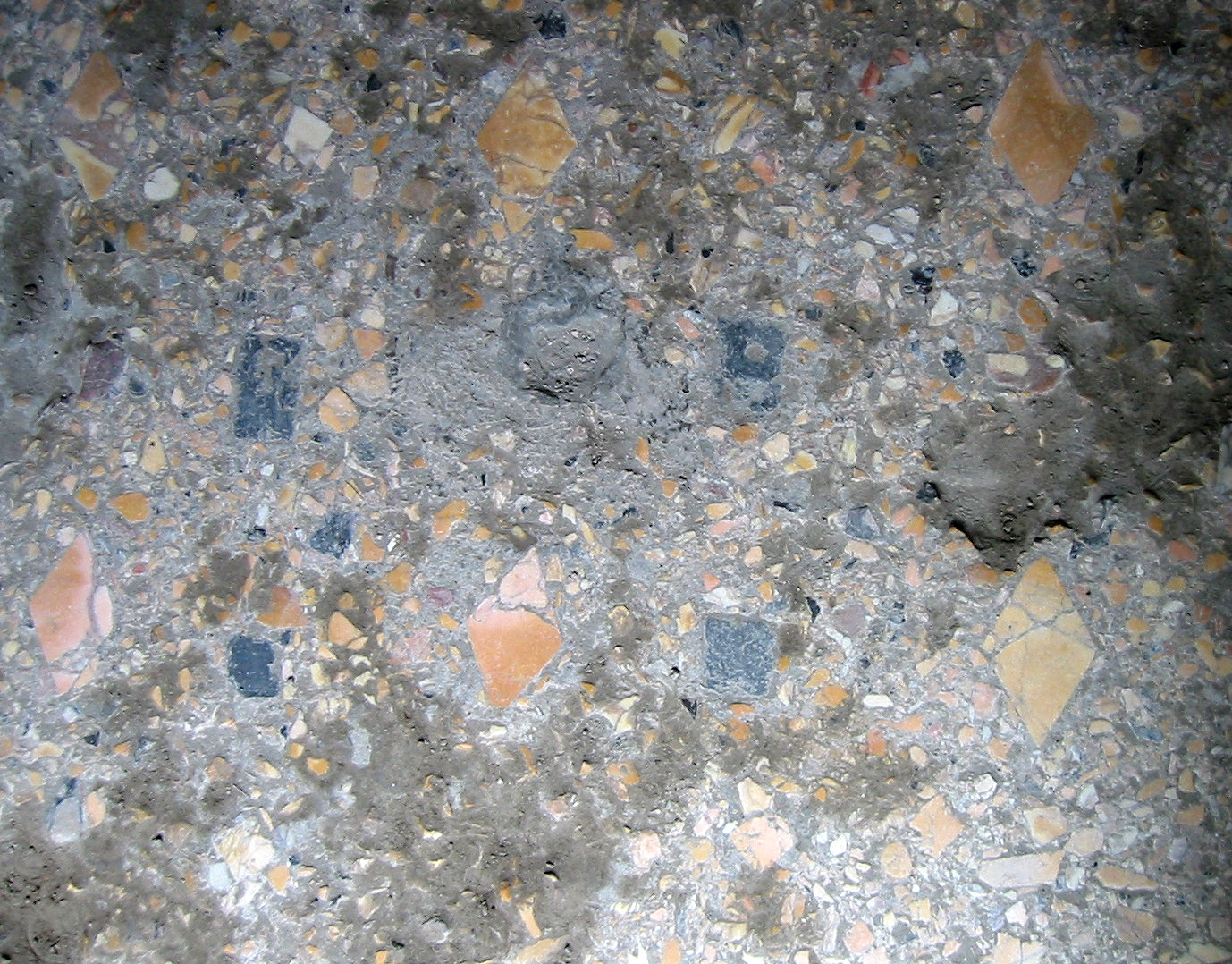
Terratzo en un paviment de l'antic Herculà.

El  terratzo , que a Catalunya es va comercialitzar com a “Vibrazo” a partir dels anys 1950, és un material compòsit de construcció fabricat in situ o prefabricat, usat en parets i paviments. Sovint ve en forma de rajola. Consisteix en una barreja de petits fragments de marbre, granit, quars, basalt, vidre, materials reciclats com ara ceràmica trencada (trencadís), o altres, conglomerats amb sorra, ciment o formigó vibrat, polímers / resines o una combinació d'aquests. Després d'assecar-se, és polit per obtenir una superfície uniforme. Per raó de la seva elevada resistència i baix cost, és el material d'acabat més emprat en paviments, tant interiors com exteriors.

## Origen
El sòl de terratzo es va començar a utilitzar en l'antiguitat com a mètode per aprofitar els trossos sobrants de la construcció de sòls de marbre, tot i que fou a Venècia a mitjans del segle xv que va començar el terratzo "modern".
La paraula  terratzo  deriva de la paraula italiana "terrazza"-al seu torn derivada del llatí "terracĕus" (terra) -, ja que inicialment aquests sòls es van emprar per a pavimentar les terrasses que envoltaven els habitatges dels obrers de la construcció.
En la seva composició original, el sòl de terratzo es componia simplement d'una base argilosa sobre la qual s'abocaven runes i còdols de marbre. Posteriorment aquests còdols es van polir per aconseguir un paviment més confortable. Finalment, els treballadors van descobrir que abocant llet de cabra, fins i tot una vegada seca, l'aspecte del sòl adquiria un aspecte similar al del marbre pel que van començar a usar-lo com segellant.

## Composició
En l'actualitat, el marbre continua sent l'àrid de referència per a fabricar terratzo, ja sigui sol o combinat amb altres tipus de pedra. Com aglomerant s'utilitza ciment (normalment ciment blanc), de vegades acolorit amb pigments. En els darrers anys és cada vegada més freqüent la utilització de resines epoxi, i en menor mesura altres compostos químics com làtex, resines de polièster o acrílics per al segellat final.

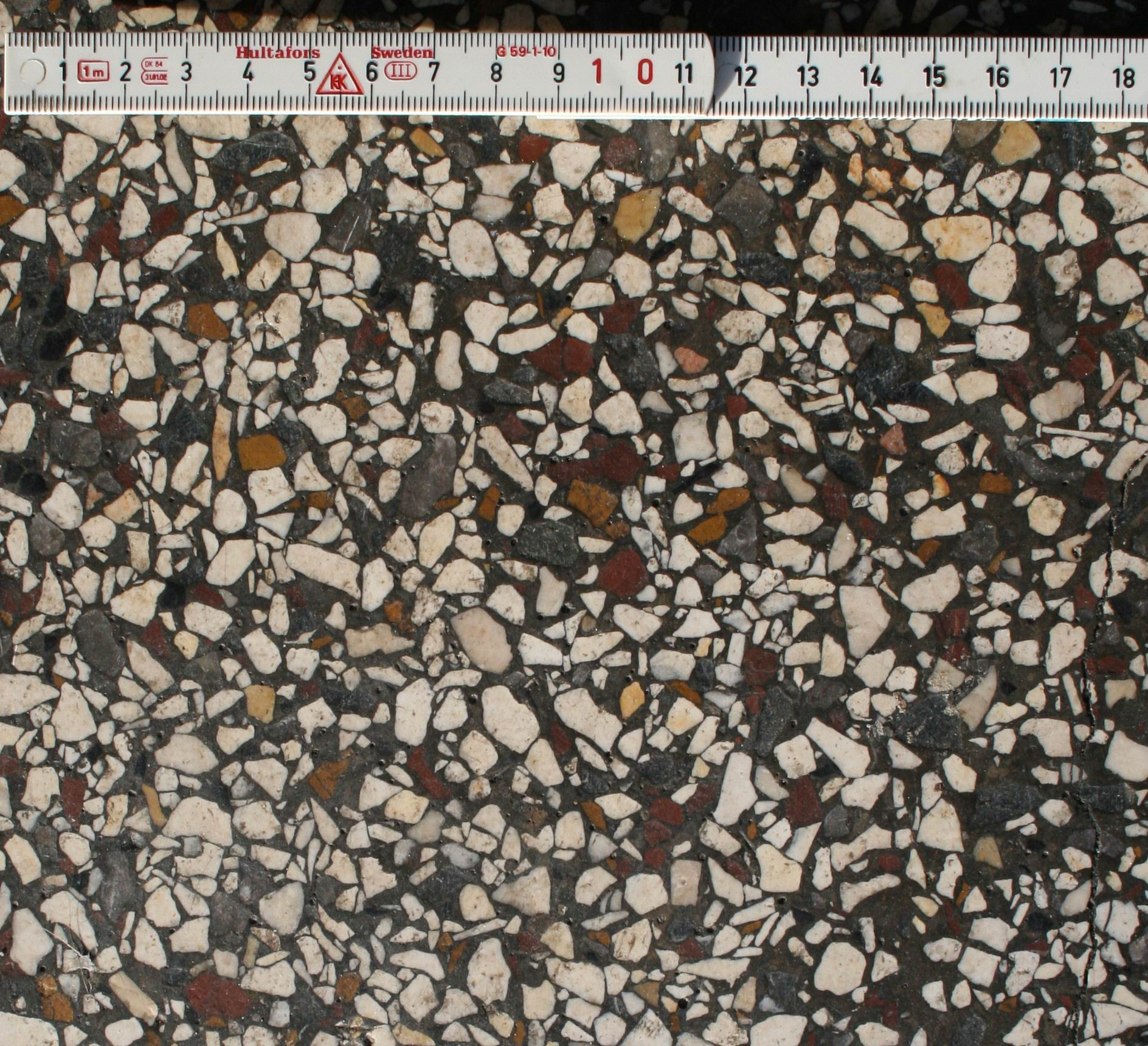
Detall del gra d'un paviment de terratzo

Causa de la seva composició, les característiques del terratzo són molt similars a les del formigó, excepte els terratzos epoxídics, que presenten millores en aparença, facilitat de neteja, impermeabilitat i propietats mecàniques.

## Tècniques d'instal·lació
- "In situ"

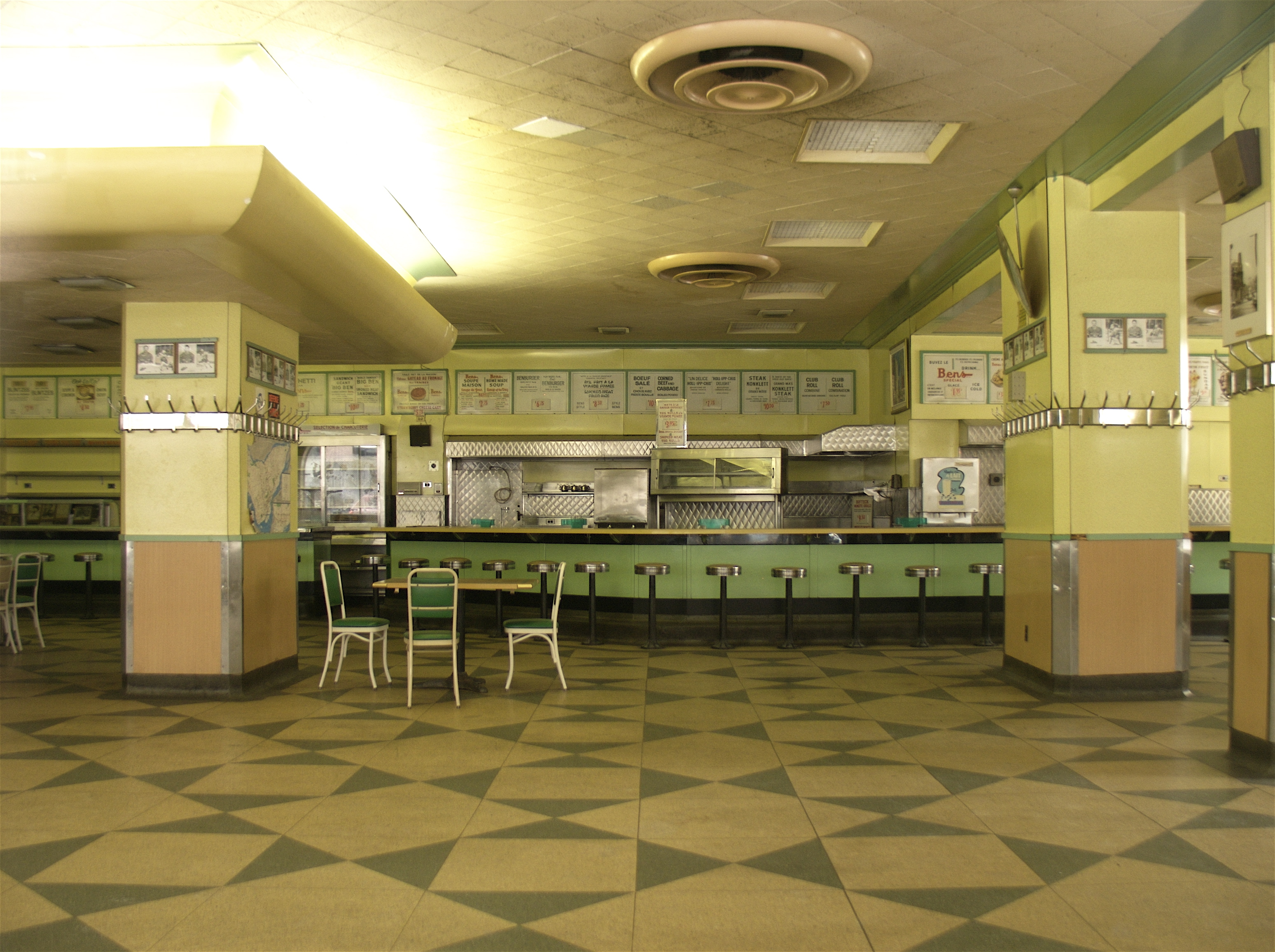
Paviment de terratzo en un restaurant de Mont-real

Es confecciona a la mateixa obra. Després d'anivellar la superfície amb una base de ciment, es disposa una capa de morter. Sobre aquesta capa es col·loquen les juntes separadores que poden servir per crear diferents patrons estètics o simplement com a juntes de dilatació. Posteriorment s'aboquen els còdols, que posteriorment són polits amb un remolinador.
Aquesta tècnica va ser molt popular en la dècada dels 70, però a causa de l'elevat cost de la mà d'obra ha caigut en desús.
- En rajola

Es col·loquen rajoles prefabricades sobre una lletada de ciment. Aquest sistema resulta més barat i ràpid, però presenta un acabat de pitjor qualitat, ja que les juntes entre rajoles no queden perfectament anivellades.
- Polit "in situ"

Es tracta d'una tècnica híbrida de les altres dues, molt utilitzada en l'actualitat. El terratzo es col·loca en rajoles, però posteriorment es poleix per deixar una superfície final anivellada.
Per eliminar la porositat i conferir més brillantor a l'acabat, el terratzo es pot tractar també amb un sistema anomenat  cristal·litzat , consistent en una sèrie de processos químics i mecànics que modifiquen la seva superfície amb vidres càlcics, més durs.

## Tipus
Segons la grandària de l'àrid, els terratzos es divideixen en "microgra", "gra mitjà" i "gra gruixut", si bé no és habitual emprar avui en dia terratzo de gra gruixut, excepte com a suport per a altres acabat finals com la moqueta, el linòleum o el sòl de PVC. També hi ha multitud de formats amb relleus, encara que aquests productes normalment passen ja a denominar pedra artificial.
Les mides usuals de les rajoles de terratzo són 30x30 i 40x40cm